# 長尾海龍屬
長尾海龍屬，為輻鰭魚綱棘背魚目海龍科的其中一屬。

## 下属物种
- 長尾海龍（Leptoichthys fistularius）